# Epigrafe di Lucio Betilieno Varo
L'epigrafe di Lucio Betilieno Varo è conservata nel museo civico di Alatri e viene fatta risalire fra la seconda metà del II secolo a.C. e l'inizio del I secolo a.C.
Doveva trovarsi alla base della statua in onore di Lucio Betilieno Varo, innalzata nel foro di Aletrium di cui fu censore dai cittadini riconoscenti per il suo operato. La datazione del testo è conseguenza dell'esistenza della magistratura dei censori, che dopo la guerra sociale (89 a.C.) furono sostituiti dai duoviri o dai quattuorviri. Questo è il testo:
(Epigrafe nel museo)
Il testo, «la più antica e famosa iscrizione di Alatri» elenca le numerose opere pubbliche fatte realizzare da Betilieno Varo e rappresenta il documento principale di informazione sullo sviluppo urbanistico della città nell'epoca tardo-repubblicana. Come si può notare, l'epigrafe cita solo opere di natura civile, non parla né di strutture difensive né di edifici sacri. Il riferimento alla basilica, in particolare, fa sì che quella di Aletrium sia una delle più antiche in Italia con quelle di Praeneste, Pompeii, Cosa e Ardea.
Il privilegio concesso dal senato al figlio di Betilieno dell'esenzione dal servizio militare poteva essere accordato solo da una città federata, sovrana rispetto a Roma.
Varie delle opere elencate ci sono note per essere state scoperte nel corso del tempo: su tutte il portico che dal foro conduce all'acropoli, noto appunto come portico di Betilieno; poi il lacus ad portam, ovvero la cisterna rinvenuta presso la Porta Maggiore dell'acropoli; le terme scoperte vicino a piazza Santa Maria Maggiore (l'antico foro); e l'acquedotto che partendo da una sorgente in territorio di Guarcino arrivava in città sul lato nordest.